# Бил Шенкли
Вилијам Шенкли (енгл. William Shankly, син Џона и Барбаре Шенкли, рођен је у рударском насељу Гленбук у Шкотској 2. септембра 1913. Бил је имао четири брата (Џона, Боба Шенклија, Џимија и Алека) и пет сестара (Нета, Елизабета, Исобел и Барбара Џеан).
Иако већина мушкараца који су живели у селу радили су као рудари, Џон Шенкли је био кројач. Људи који су живели у Гленбуку били су строго везани за трговину и заједништво и за време младости Бил Шенкли је развио социјалистичка уверења. "Социјализам у који ја верујем није стварно политички. То је начин живљења. То је хуманост. Верујем да једини начин да живимо кроз успешан колективни напор, са свима који раде једни за друге, сви помажући једни другима и свако има део у наградама на крају дана".
Шенклијева мајка Барбара Шенкли је биле јако заинересована за фудбал. Њена два брата, Роберт Блит и Вилијам Блит, преселили су се у Енглеску да би играли професионални фудбал. Касније обојца су били укључени у фудбалску управу, Роберт Блит је именован председником ФК Портсмут, а [Вилијам Блит] је био директор [Карлајл Јунајтеда] у којем је био много година.

## Младост
Бил Шенкли је напустио школу као четрнаестогодишњак и са другим дечацима одлазио је радити у рудник Гленбук. Као што је касније подсетио: "Моја плата неће бити више од два шилинга и шест пенија на дан. Мој посао је био испразнит камионе када изађу пуни угља и послати их назад доле. Након око шест месеци рада, посао који је био активан, али не и тежак, знао би отићи до дна јаме. Рудници угља и јаме су прва места која су имали струју, пре него што су је људи увели у своје куче, дубине јама су биле као Пикадили Циркус. Прво бих померио празан камион и ставио га у кавез, а затим бих преузео празни камион и одвезао га до места утовара."

## Фудбалска каријера
Шенкли је каријеру почео играјићи фудбал за Кронбери Еглинтон. 1932 године један скаут који ради за Карлајл Јунајтед, приметио је игре младог Билија Шенклија и договоријо прелазак у клуб. Као и своја четири брата, Џон Шенкли, Боб Шенкли, Џими Шенкли и Алек Шенкли, Били Шенкли је сада био професионални фудбалер. Упркос што је било мање од 1000 становника, село је произвело око 50 професионалних играча у периоду од 60 година.

### Престон Норт Енд
Шенкли био је премештен у Престон Норт Енд за £500 1933 године. А антиалкохоличар, непушач и фитнесс фанатик, овај врло енергични 20 годишњак, формирао је партнерство са великим међународним бившим играчем Енглеске, Робертом Кели-ем.

#### У сезони 1933—34
Роберт Кели и Шенкли помогли су клубу ући у Прву дивизију.
Роберт Кели, сада у доби од 41 године, сматрали су га превише старим за прву лигу и дозвољено му је да постану играч / менадзер у Карлајл Јунајтед. За Престон Норт Енд је потписо још један ветеран, Тед Цритцхлеи, заменивши Роберта Келија. Остали играчи који су доведени те сезоне укључивало је и Џими Маквел Килмарнок и Џими Доугал Фалкирк. У сезони 1934-35 Престон Норт Енд је заузео 11 место у првенству. [Максвел], који је играо централног нападача, био је водеци голгетер клуба са 26 постигнутих голова у првенству и купу.
Следеће сезоне Престон Норт Енд наговорио је Шкотског интернационалца Тома Смита да се прикључи клубу. Остала појачања те године укључивали су браћу Хугх Одонели и Францис Одонели, из Селтика.

#### У сезони 1935—36
Престон Норт Енд је завршио 7 у лиги. Џими Максвел је опет био најбољи стрелац са 19 постигнутих голова у свим такмичењима. Шенкли, снажно крило полако је израстао као најважнији играч у тиму. Он је ретко пропуштао утакмице и помогао је Престону да достигне финале 1937 ФА Купа против Сандерленда на Вемблију. Францис Одонели забио је једини погодак за Престон, али Рајх Картер у топ форми помогао је Сандерленду постигавши три гола.
На почетку идуће сезоне, Престон је потписао два важна појачања. У септембру 1937 године Престон купује крајње цјењеног нападача Џорџа Муча из Манчестер Јунајтеда за 5000 £. Следећи месец Роберт Беатие вичан повучени нападач, стигао је из Килмарнок за накнаду од 2500 £. Они су се придружили колегама шкотима Билл Шхенкли, Џими Дугал, Ендру Бети, Џон Мксвел, Том Смит, Хугх Одонели, Францис Одонел и Ендру Макларен.

#### У сезони 1937—38
Престон Норт Енд (49 бода) освојио је 3 место у првој дивизији иза Арсенала(52) и Вулверхемптон Вондеререс (51). Престон је имао још једну успешну сезону у ФА Купу 1937.38 године. Престон је победио Вест Хем Јунајтед у трећем претколу хет триком Џорџа Муча. Муч је такође постигао голове ротив Лестер Сити-ја у четвртом претколу, те је у полу-финалу када је Престон добио Астон Вилу 2-1.
У ФА Куп финалу Престон је играо против Хадерсфилд Тауна. То је било први пут да је цела утакмицу приказана уживо на телевизији. Чак и тако, далеко је више људи гледало утакмицу на стадиону јер је само око 10.000 људи у то време имало ТВ. У првих 90 минута није било погодака и играли су се продужеци. У последњој минути надокнаде времена, Билл Шекли је сјајно упослио у шеснаестерцу Џорџа Муча. Алф Јанг Хадерсфилдов централни дефанзивац срушио га је с ледја, а судија је без оклевања показао на пенал. Муч је приликом старта био повређен и изнесен са терена, али се након указаног третмана вратио на терен и извео пенали, лопта је завршила под пречком . То је био једини гол на утакмици и Шенкли је освојио победничку медаљу.
Бил Шенкли као играч осваја ФА куп.

### У сезони 1940—1941
Престон Норт Енду била је потребна победа против Ливерпула да би освојили титулу Северне Регионалне лиге. Деветнаестогодишњи Ендру Макларен постигао је свих шест голова у победи од 6-1.
Билл Шенкли опростио се од играња фудбала 1948 године. Током свог времена проведеним у Престон Нортх Енд дао је 14 голова у 337 утакмица, како у лиги тако И у купу.

## Национална каријера
Шенкли је имао прекрасну сезону и 9. априла 1938 освојио је свој први међународни трофеј кад је играо за Шкотску против Енглеске на Вемблију. Такође у шкотској репрезентацији играли су и саиграчи из Престона, Џорџ Муч, Ендру Бети, Том Смит и Францис Одонели. Шкотска је победила са 1-0 голом Муча. Касније те сезоне, друга два играча Престона, Џими Дугал и Роберт Бети, позвани су да играју за Шкотску.
Шенкли је такође играо за Шкотску против Северне Ирске (Октобар 1938), Велса (Новембар 1938), Мађарске (Децембер 1938) и Енглеске (Април 1939). Шенклијева међународна каријера била је прекинута почетком Другог светског рата. Игре у фудбалским лигама биле су укинуте или ограничене (утакмице су се смеле играти између клубова у радијусу од 50 km удаљености). Међутим, клубови су подељени у 7 подручја како би се игре могле наставити.

## Менаџерска каријера

### Карлајл Јунајтед
Шенкли је постао тренер Престоновог резервног тима, али у марту 1949 је договорено да постане Карлајл Јунајтеда. Тим је завршио трећи у трећој дивизији (Север) у сезони 1950-51. Карлајл Јунајтед је имао мало новца за потрошити и 1951 године Шенкли одступа са места менадзера због недостатка средстава. Слична је била прича иу Гримсби Тауну 1951-54 и Воркингтону 1954-55.

### Хаделсфилд
Године 1956. Шенкли је постао помоћни менадзер под вођством Ендру Бетија у Хаделсвилд Таун, клуб који је управо био испао из прве лиге. Убрзо након приступања клубу, Шенкли је потписао 15-годишњака Денис Лоуа. Током наредне три године Шенкли је био укључен у задржавању Лоуа у клуб. То је укључивало и понуду од 45,000 фунти од стране Евертона.
Шенкли није успео да врати [Хаделсфиелд Таун] у први лигу, завршававши 12. (1956-57), 9. (1957-58) и 14. (1958-59).

### Ливерпул
У децембру 1959 Шенкли је постао менаџер у Ливерпулу, још једном друголигашком клубу који се покушавао вратити у прву лигу.
Сам енфилд је у лошем стању без икаквих средстава за заливање терен и Шенкли је инсистирао да клуб потрошити 3.000 £ да исправе то. Шенкли је описао полигон на мелвуду као да је у расулу. Постава тима коју је наследио састојала се од просечних играча и неких перспективних резерви.
Упркос тешкоћама, Шенкли се осетио одмах код куће у његовом новом клубу и да верује да је он делио одмах везу са присталицама, историја клуба каже су били његова врста људи. Он је брзо успоставио радни однос са стручним штабом који су чинили Боб Пејслијем, Џо Фаган и Рубен Бенет који је поделио своје мишљење о лојалности међусобно и клубу. Пејслијев утицај у Ливерпулу био пресудан јер, као што Кели каже, Шенкли је велики покретач иза Ливерпула, али је Пејсли, који је био тактичар. Иако је Шенкли је сматрао да је имао одличну стручни штаб, особље за играње нису били толико импресивни - заправо, изјавио је за ово друго Шенкли. "После само једног меча сам знао да тим као целина није био довољно добар. Одлучио сам да нам је потребно појачање у средину, голман и штопер који међу њима може да заустави голове, а неко напред ко може да прави акције и даје голове". Да се позабави оним што је видео као екипу испод просека, 24 играча су постављени на трансфер листу и сви су напустили клуб у року од једне године.
У сезони 1959-60 Шенкли их је довео до трећег места, исти подухват је направио и следеће сезоне, да би у сезони 1961-62 освојио прво место са 62 бода и промовисао клуб у прву лигу.
Ливерпул се помирио што су 1962-63, завршили осми у својој првој главној сезони под Шенклијевом командом. Значајна појачања су крило Вили Стивенсон из Ренџерса у 1962 и лево крило Питер Томсон из Престона 1963. Ливерпулова млада школапроизводи будуће Енглеске репрезентативце као што су Ијан Калахан, Томи Смит и Крис Лавер. Напоран рад се исплатио у 1963-64, када ФК Ливерпул освојио свој шести трофеј Лиге првака, завршава сезону са поразом од 5-0 од Арсенала на Енфилду.

### 1964 до 1970
Једна од Шенклијевих највећих амбиција од када је дошао у ФК Ливерпул била је да освоји Фа Куп. У мају 1965 ФК Ливерпул је први пут у клупској историји освојио ФА Куп након продужетака са завршним резултатом од 2:1 Лидс Јунајтедом на Вемблију. У својој аутобиографији, Шенкли је испричао да је међу његовим бројним достигнућима, освајанје ФА Купа 1965 његов "највећи дан".

### 1970 до 1974
Нови тим је почео обећавајуће у 1970-71 задржавањем петог места у лиги. Врхунац Ливерпулулове европске кампање је победа над Бајерн Минхеном у четвртфиналу укупним резултатом 4:1. По први пут од освајања такмичења у 1965, ФК Ливерпул је стигао до финала ФА Купа, али искуство је главни фактор и Шенклијев млади тим губи од Арсенала 2:1 иако су повели у продужецима.
У 1972-73, ФК Ливерпул је освојио своју осму титулу и њихову трећу под Шенклијем. Огроман бонус за клуб је био освајанје УЕФА купа, клубски први европски успех. У плеј-офу су суочени са Борусијом Менхенгладбах, коју Шенкли оцењује као најбољи тим у Европи. Прва утакмица је играна на Енфилду морала је да се понови због јаке кише јер је био поплављен терен. Прва утакмица је завршена резултатом 3:0 за ФК Ливерпул. Реванш у Менхенгладбаху је била другачија прича, Борусија Менхенгладбах је рано повела 2:0, Шенкли је признао да је мислио да је финале изгубљено али ФК Ливерпул је издржао до краја укупним резултатом од 3:2. То је био први пут да је неки енглески клуб освојио трофеј лиге и европски трофеј у истој сезони.

## Пензионисање из Ливерпула
Шенкли је имао 60 година када је ФК Ливерпул освојио 1974 ФА Куп и рекао у својој аутобиографији да је, по повратку у свлачионици на крају утакмице, он "осетио умор од свих ових година". Одлучио је и знао је да ће се пензионисати.
Године 1974. је одлучио да напусти ФК Ливерпул са поносом у добро обављен посао и само са једним кајањем што није освојио Европски куп.